# Kazimierz Władysław Sulistrowski
Kazimierz Władysław Sulistrowski (ur. 28 grudnia 1838 w Woli Błędowej, zm. 13 listopada 1910 w Warszawie) – polski przemysłowiec, powstaniec styczniowy i zesłaniec.

## Życiorys
W młodości walczył w powstaniu styczniowym, za co został wywieziony z kraju. Po powrocie był warszawskim przemysłowcem.
Ożenił się z Teklą z Poraj-Rzeźnickich. Do ich sześciorga dzieci należą m.in. Kazimierz Sulistrowski (1885-1955) – działacz samorządowy, prezydent Grodna (1933-1934) i Kalisza (1935-1937). Zygmunt Konstanty Sulistrowski (1890-1921) – rotmistrz I Brygady Legionów Piłsudskiego i Maurycy Józef Sulistrowski (1896-po 1945) – dziennikarz i literat. Dziadek amerykańskiego reżysera filmowego Zygmunta Sulistrowskiego.
Zmarł 13 listopada 1910 w Warszawie w wieku 71 lat. Został pochowany na cmentarzu Powązkowskim w Warszawie.